# Kadosactis sulcata
Kadosactis sulcata är en havsanemonart som beskrevs av Oscar Henrik Carlgren 1934. Kadosactis sulcata ingår i släktet Kadosactis och familjen Sagartiidae. Inga underarter finns listade i Catalogue of Life.